# Mason Cook
Mason Cook (Oklahoma City, 25 luglio 2000) è un attore statunitense, noto per il ruolo di Cecil Wilson in Spy Kids 4 - È tempo di eroi che gli è valso una candidatura agli Young Artist Award nel 2011..

## Biografia
Nel 2012 prende parte al pilota per la serie televisiva Mockingbird Lane, ideata da Bryan Fuller e diretta da Bryan Singer. La serie tuttavia non verrà mai prodotta e il primo episodio verrà distribuito come film per la televisione. Nella serie interpreta il giovane Eddie Munster, figlio della vampira Lily (Portia de Rossi) del mostro di Frankenstein Herman Munster (Jerry O'Connell). Nell'ottobre dello stesso anno, appare nel programma The Ellen DeGeneres Show, condotto dalla moglie dell'interprete di Lily Munster, Ellen DeGeneres.

## Filmografia parziale

### Attore

#### Cinema
- Spy Kids 4 - È tempo di eroi (Spy Kids: All the Time in the World), regia di Robert Rodriguez (2011)
- Supercuccioli a caccia di tesori (Treasure Buddies), regia di Robert Vince (2012) uscito in home video
- Wyatt Earp - La leggenda (Wyatt Earp's Revenge), regia di Michael Feifer (2012) uscito in home video
- L'incredibile Burt Wonderstone (The Incredible Burt Wonderstone), regia di Don Scardino (2013)
- The Lone Ranger, regia di Gore Verbinski (2013)
- 2036 Apocalypse Earth, regia di Kwang-Hyun Park (2019)
- Plan B, regia di Natalie Morales (2021)

#### Televisione
- La vita secondo Jim (According to Jim) – serie TV, 1 episodio (2008)
- Grey's Anatomy – serie TV, 1 episodio (2009)
- Aiutami Hope! (Raising Hope) – serie TV, 2 episodi (2010)
- Zeke e Luther (Zeke & Luther) – serie TV, 1 episodio (2010)
- The Middle – serie TV, 4 episodi (2010-2013)
- Victorious – serie TV, 1 episodio (2011)
- Hot in Cleveland – serie TV, 1 episodio (2011)
- The Indestructible Jimmy Brown, regia di Maxamilliano Hernandez - cortometraggio TV (2011)
- Criminal Minds – serie TV, 1 episodio (2011)
- Desperate Housewives – serie TV, 1 episodio (2011)
- The Cleveland Show – serie TV, 1 episodio (2012)
- Mockingbird Lane, regia di Bryan Singer – film TV (2012)
- Un amore di elfo (Help for the Holidays), regia di Bradford May – film TV (2012)
- Monday Mornings – serie TV, 2 episodi (2013)
- Spy, regia di Alex Hardcastle – film TV (2013)
- New Girl – serie TV, 1 episodio (2014)
- R. L. Stine's The Haunting Hour – serie TV, 1 episodio (2014)
- Legends – serie TV, 7 episodi (2014)
- The Goldbergs – serie TV, 4 episodi (2014-2016)
- The Night Shift – serie TV, 1 episodio (2015)
- If There Be Thorns, regia di Nancy Savoca – film TV (2015)
- Grimm – serie TV, 1 episodio (2015)
- Speechless – serie TV, 63 episodi (2016-2019)

### Doppiatore

#### Cinema
- Pistachio - The Little Boy That Woodn't, regia di Mike Nawrocki e Anthony Field (2011)
- Monsters University, regia di Dan Scanlon (2013)

#### Televisione
- I Griffin (Family Guy) – serie TV, 1 episodio (2014)
- Steven Universe – serie TV, 1 episodio (2015)

## Riconoscimenti
- Daytime Emmy Award
  - 2015 – Candidatura come miglior interpretazione in una serie per bambini in età scolastica o prescolastica per R. L. Stine's The Haunting Hour
- Young Artist Award
  - 2010 – Candidatura come miglior interpretazione in una serie televisiva – giovane attore di dieci anni o meno per The Middle
  - 2011 – candidatura come miglior interpretazione in un film – giovane attore non protagonista per Spy Kids 4 - È tempo di eroi

## Doppiatori italiani
Nelle versioni in italiano delle opere in cui ha recitato, Mason Cook è stato doppiato da:
- Andrea Di Maggio in Spy Kids 4 - È tempo di eroi
- Tito Marteddu in Supercuccioli a caccia di tesori
- Riccardo Suarez in The Lone Ranger
- Arturo Valli in Speechless